# The Dreams
The Dreams — альтернативний гурт, який був заснований у Торсгавні, Фарерські острови в 2006 році. Гурт уважається одним з найуспішніших в Данії, незважаючи на короткий час свого існування. Музика колективу переважно зосереджена на молодого слухача.
Зараз гурт перебуває в Данії, разом із свої продюсером Ларсом Педерсеном. Музичний колектив має великий успіх на Фарерських островах, а також дає свої концерти у Франції та Німеччині. Вони заявили, що їх новий альбом англійською мовою приверне для них більше шанувальників, у ряді країн.

## Історія
Музичний колектив був заснований у 2003 році в Торсгавні Ганс Едвард Андреасеном, Гейні Мортенсеном, Хедін Еголм Сковом та Едмундом Гарді, як панк гурт під назвою 'Zink'. У 2004 році Хедін покинув колектив, так як був замінений Ейрікур Гілстон Корфітц Андреасеном.
У цьому ж році вийшов їх дебютний альбом Totally Love Songs, що складався з пісень фарерською та англійською мовами.
Музичний колектив був активним до кінця 2004 року, коли Едмунд Гарді вирішив піти з гурту через розбіжність поглядів, стосовно музичного стилю. Ганс Едвард Андреасен, Гейні Гілстон Корфітц Андреасен та Гейні Мортенсен вирішили продовжити існування гурту, але вже під новою назвою «The Dreams».

## Учасники
- Ганс Едвард Андреасен — фронтмен, гітара (з 2006)
- Гейні Гілстон Корфітц Андреасен — соло-гітара, бек-вокал (з 2007)
- Ейрікур Гілстон Корфітц Андреасен — бас-гітара, бек-вокал (з 2006)
- Гейні Мортенсен — барабани, ударні музичні інструменти (з 2006)

## Дискографія
- 2006 — Tazy
- 2008 — Den Nye By
- 2009 — Den Nye By 09 — Sakin Live
- 2010 — Revolt

| Сингл                        | Чарт (DEN) | Рік  | Альбом                   |
| ---------------------------- | ---------- | ---- | ------------------------ |
| La' mig være                 | 1          | 2008 | Den Nye By               |
| Himlen Falder/Helvede Kalder | 1          | 2008 | Den Nye By               |
| Backstabber                  | 1          | 2008 | Den Nye By               |
| 25 (Den Nye By prt.2)        | -          | 2008 | Den Nye By 09/Sakin Live |
| Ingen kan erstatte dig       | 4          | 2009 | Den Nye By 09/Sakin Live |
| Under The Sun                | 1          | 2009 | Revolt                   |
| Revolt                       | 1          | 2010 | Revolt                   |
| The Optimist                 | -          | 2010 | Revolt                   |